# Бельмас, Александр Васильевич
Александр Васильевич Бе́льмас (23 июня 1899, Великий Самбор, Черниговская губерния — 17 февраля 1974, Москва) — сотрудник личной охраны В. И. Ленина с 1922 по 1924 год, помощник Управляющего делами Президиума Верховного Совета СССР по кадрам (1934—1959).

## Биография
Родился в казацкой семье. Отец Бельмас Василий Михайлович (умер в 1903). Мать Нестеренко Лукерья (Лукия) Борисовна (1877—1919). В 1913 году окончил сельскую приходскую школу. После окончания школы работал батраком у зажиточных людей. В августе 1917 года был принят общим собранием Сосновской организации РСДРП(б) в члены большевистской партии. С октября 1917 года был в Сосновском отряде, затем в Конотопском отряде Красной гвардии. В июне 1918 года был пойман немецко-гайдамацким отрядом и после истязаний отправлен в Конотопскую тюрьму, где находился до 6 января 1919 года, когда был освобождён отрядом Красной армии. По информации родственников был освобождён из тюрьмы за мясо племенного быка, которого зарубил и отнёс начальнику полиции брат мамы — Нестеренко Лука Борисович (1875—1951). В Гражданскую войну воевал против деникинцев, петлюровцев, гайдамаков, белополяков, затем против украинских повстанцев (Ангела и Струка). Находясь в рядах Красной армии, не восстановил свой партийный стаж после перерыва, происшедшего по случаю пребывания под арестом, а вновь вступил в РКП(б) в феврале 1921 года.

### В охране Ленина в Горках
В 1922 году был командирован в отряд особого назначения при Коллегии ОГПУ. Находился в охране Четвёртого конгресса Комминтерна, проходившего в Кремлёвском дворце. Во время работы Конгресса осенью 1922 года был вызван на Лубянку к Дзержинскому. По представлению начальника спецотделения при Коллегии ГПУ при НКВД РСФСР товарища Беленького А. Я. товарищу Дзержинскому был назначен в личную охрану Ленина, сначала в Кремле, затем в Горках.
В группу охраны в Горках, которая состояла примерно из 20 человек, кроме него, входили Пакалн Пётр Петрович — старший группы, Аликин Сергей Николаевич, Соколов Семён Петрович, Пидюра Макарий Яковлевич, Балтрушайтис Франц Иванович, Иванов Георгий Петрович, Казак Тимофей Исидорович, Борисов Александр Григорьевич, Кулик, Проценко, Пизин, Рыжов, Суслин, Тёркин, Богданов, Струнец Константин Назарович и другие.

Сотрудники охраны. 1923 г. Бельмас А. В. верхний ряд, второй справа

Последнее дежурство нёс 19—21 января 1924 года у комнаты В. И. Ленина. 19 января 1924 года по просьбе Марии Ильиничны ездил в Солдатёнковскую больницу (ныне Городская клиническая больница имени С. П. Боткина) за профессором Фёрстером.
В декабре 1924 года демобилизовался из органов ОГПУ.
Так как многих работавших с Лениным в 30-е годы арестовывали и расстреливали (старшего группы охранников в Горках Пакална П. П. в 1937 году, начальника спецотделения при Коллегии ГПУ-ОГПУ Беленького А. Я. в 1941 году), в том числе и рядовых сотрудников охраны, до смерти Сталина И. В. в 1953 году, дома (а жила тогда семья в комнате на Никитском бульваре, а затем в комнате на Малой Никитской улице) всегда стоял узелок с вещами «на всякий случай», который не разрешали трогать сыну Анатолию и дочери Светлане, не понимавшим зачем этот узелок у дверей комнаты.

### Зрелые годы
В 1928 году поступил в Московский финансово-экономический институт, который закончил в 1931 году.
В 30-е годы работал заведующим общей частью ЦК ВКП(б). С 1938 года в Президиуме Верховного Совета СССР на должности помощника Управляющего делами по кадрам. В 1940 году был командирован в Монгольскую народную республику для награждения наших солдат орденами и медалями за Халхин-Гол.

Воевал в Великую Отечественную войну с ноября 1941 г. по 1945 г. В мае 1942 г. было присвоено звание старший политрук. Дошёл с войсками 2 и 3-го Украинских фронтов до Вены. Закончил войну в звании гвардии майора.
 В апреле 1946 г. вернулся на работу в аппарат Президиума Верховного Совета СССР. Непосредственным начальником с 1957 года у него был Секретарь Президиума Верховного Совета СССР Георгадзе Михаил Порфирьевич.
Последние годы жизни много ездил по стране с выступлениями и воспоминаниями о В. И. Ленине в воинских частях, в школах. До конца своей жизни общался с некоторыми из тех, с кем служил в Горках — Аликиным Сергеем, проживавшим в Свердловске, Соколовым Семёном, проживавшим в Краснодаре, Балтрушайтисом Францем, проживавшим в Москве. Обожал свою единственную внучку Галину.
Будучи пенсионером, жалел, что не восстановил ранее свой партийный стаж с 1917 года, так как в таком случае не мог себя относить к «старым большевикам», поскольку таковыми считались только те, кто были приняты в ряды партии до 1918 года. Пытался восстановить партийный стаж с 1917 года уже в 1960-е годы, обращаясь к Председателю комитета партийного контроля при ЦК КПСС Швернику Н. М., а затем к Пельше А. Я.
Являлся персональным пенсионером союзного значения. Похоронен вместе с женой на Новодевичьем кладбище.

### Семья
Находясь на службе в Горках, в июне 1923 года женился на Карвялис Анастасии Станиславовне (1897—1967). В 1921 г. Карвялис Анастасия (Настазия) приехала из города Рига в Москву к старшей сестре Марцеле и в июне 1922 г. устроилась работать поваром в Горки. Там они и познакомились. Сын Анатолий (1925—1988), дочь Светлана (1927), внучка Гудкова Галина (1963), правнуки Антонычева Наталия (1990), Антонычева Анна (1995), Антонычев Владимир (2005).

## Интересные факты
В 1969 году Родионом Щедриным была написана кантата для солистов, хора и оркестра на народные слова «Ленин в сердце народном» (произведение получило Государственную премию СССР в 1972), основанная на рассказе красногвардейца Бельмаса, который нёс дежурство в Горках в день смерти Ленина и работницы Наторовой, которая пришила к пальто Ленина свою пуговицу.

## Награды
- Орден Красной Звезды
- Орден Отечественной войны II степени
- Медаль «За боевые заслуги»
- Медаль «За оборону Сталинграда»
- Медаль «За оборону Москвы»
- Медаль «За взятие Будапешта»
- Медаль «За взятие Вены»
- Медаль За победу над Германией